# ㅙ
ㅙ는 한글의 모음 중 하나로 ㅗ와 ㅏ와 ㅣ가 합쳐진 글자이다.
ㅙ의 발음은 [wε]로 소리난다. 그러나 현대 한국어에서 60대 이하의 언중은 ㅙ를 ㅞ[we]와 혼동하는 경향이 있어, 사실상 단어의 뜻을 구분하는 역할만 한다.
| 자명 | 왜, 오애                                                                        |
| 발음 | 어두 : [ wε ], 어중 : [ ʷε ]（표준어） 어두 : [ we̞ ], 어중 : [ e̞ ]（동남 방언） |

## 코드값
| 종류                  | 글자 | 유니코드 | HTML     |
| --------------------- | ---- | -------- | -------- |
| 한글 호환 자모 영역   | ㅙ   | U+3159   | &#12633; |
| 한글 자모 영역        | ᅟᅫ   | U+116B   | &#4459;  |
| 한양 사용자 정의 영역 |   | U+F81D   | &#63517; |
| 반각                  | ￎ    | U+FFCE   | &#65486; |